# Jeziorany (plaats)
Jeziorany (Duits: Seeburg) is een stad in het Poolse woiwodschap Ermland-Mazurië, gelegen in de powiat Olsztyński. De oppervlakte bedraagt 3,41 km², het inwonertal 3411 (2005).